# Zammar

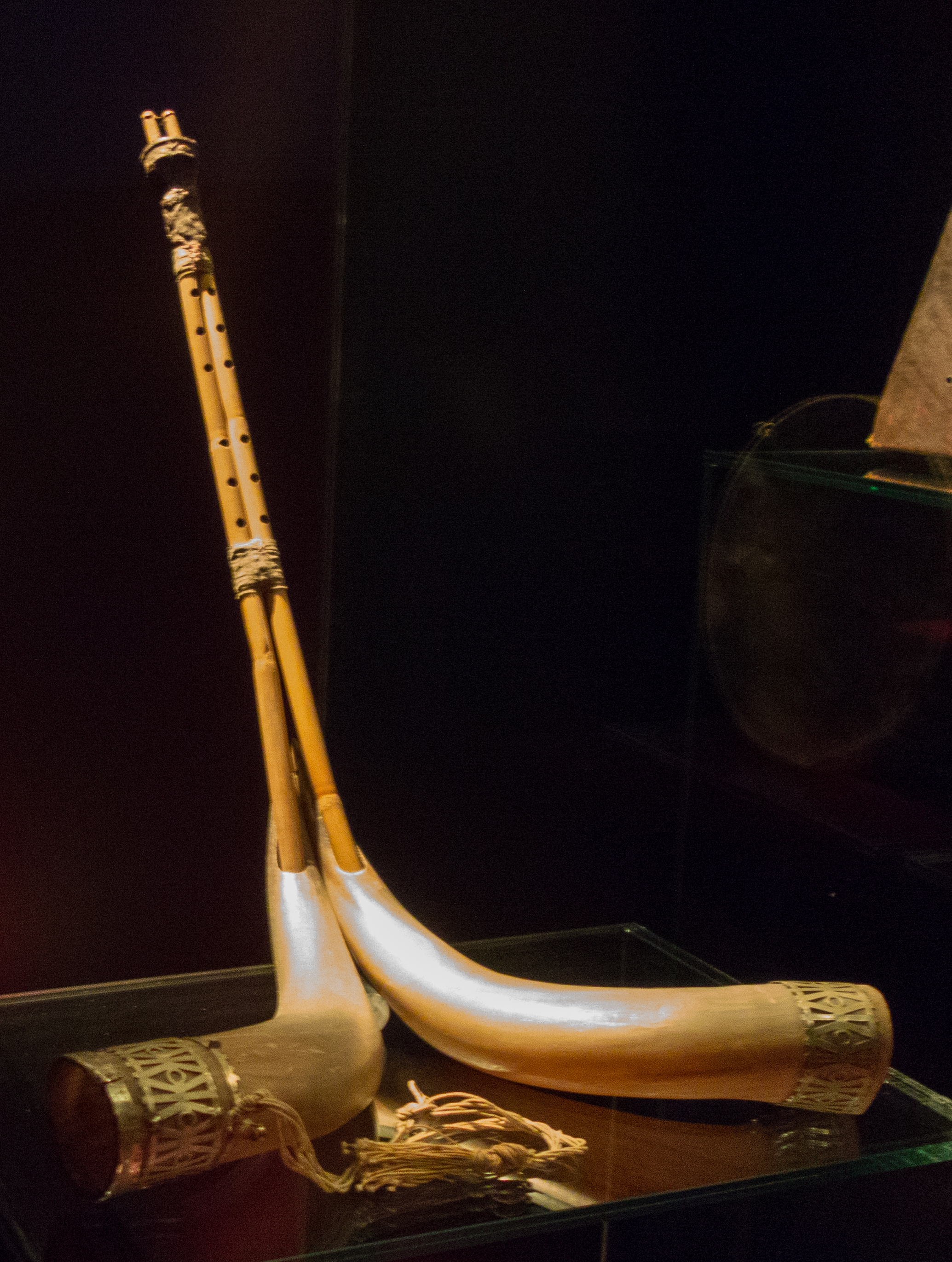

Een zammar is een Berbers blaasinstrument dat bestaat uit twee aan elkaar vastgemaakte melodiepijpen met een gelijke maar variabele lengte. Het instrument wordt aangeblazen met twee dubbelrieten die in een mondstuk zijn gemonteerd. Beide pijpen bevatten zes vingergaten. Op het uiteinde daarvan zijn horens van een antilope, ram of stier aangebracht, waarmee het geluid versterkt wordt. Dit gebruik is typisch Berbers. Het geluid van de zammar lijkt op dat van een basklarinet. Het wordt ook wel een dubbele klarinet genoemd.
Het instrument wordt bespeeld met circulaire ademhaling. Daarbij fungeert de mondholte tijdens de inademing als luchtkamer, zodat de geluidsstroom niet onderbroken hoeft te worden.
Vergelijkbare blaasinstrumenten, zoals de aulos, waren al in het oude Egypte en de klassieke oudheid in gebruik. Ze spelen nog steeds een grote rol in de volksmuziek van het hedendaagse Egypte en het hele zuidwestelijke gedeelte van Azië.